# Grażyna Syrek
Grażyna Syrek (ur. 9 stycznia 1972 w Kędzierzynie-Koźlu) – polska biegaczka.

## Kariera
Olimpijka z Aten (2004). Absolwentka AWF w Krakowie. Reprezentantka klubu Piętka Katowice, wcześniej Olimpii Poznań. 8-krotna mistrzyni Polski na dystansach od 5000 m do maratonu oraz w biegu przełajowym. Rekordy życiowe: 5000 m – 15:52.40 (2006), 10 000 m – 32:53.33 (2006), półmaraton – 72:21 (2005), maraton – 2:26.22 (2005 – 5. miejsce w maratonie w Chicago).